# Juan Negrín
Juan Negrín y López ([xwan neˈɣɾin]; 3. února 1892, Las Palmas de Gran Canaria – 12. listopadu 1956, Paříž) byl španělský politik a lékař. Byl vůdcem Španělské socialistické dělnické strany (PSOE) a sloužil jako ministr financí. Několikrát byl předsedou Rady ministrů Druhé španělské republiky v letech 1937 až 1945, již v exilu. Byl posledním republikánským premiérem Španělska (1937–1939) během španělské občanské války a v době jeho vlády došlo k porážce republikánských sil povstaleckou frakcí pod vedením generála Franciska Franca. Zemřel v exilu v Paříži.
Žádný z vůdců druhé španělské republiky nebyl tak kritizován jako Negrín, a to nejen frankistickými historiky. Zavrhla ho také důležitá část exilové španělské levice, včetně vedení jeho vlastní Socialistické strany a jeho bývalého přítele Indalecia Prieta, který se stal jeho nepřítelem. Byl uváděn jako hlavní odpovědný za prohru občanské války a obviňován z diktátorského stylu vedení a z toho, že prodal Španělsko sovětským komunistům a vyraboval španělskou státní pokladnu. Podle historika Stanleyho G. Payna nebyl po skončení občanské války nikdo nenáviděnější než Negrín. Socialisté Negrína vyloučili v roce 1946, ale v roce 2008 byl posmrtně rehabilitován.